# Cinnamomum kotoense
Cinnamomum kotoense är en lagerväxtart som beskrevs av Kaneh. & Sasaki. Cinnamomum kotoense ingår i släktet Cinnamomum och familjen lagerväxter. Inga underarter finns listade i Catalogue of Life.